# Isole di Vanuatu
Questa è la lista delle isole di Vanuatu per provincia, suddivise per arcipelago dove possibile. Vanuatu comprende 83 isole.

## Lista

### Provincia di Malampa
- Malakula
  - Areso
  - Isole Maskelynes
  - Avokh
  - Leumanang
  - Uliveo
  - Vulai
  - Norsup
  - Sowan
  - Tommam
  - Uri
  - Uripiv
  - Varo
  - Walo
- Ambrym
- Paama
- Lupévi
- Rano
- Atchin
- Vao

### Provincia di Penama
- Isola di Pentecoste
- Ambae
- Maewo

### Provincia di Sanma
- Espiritu Santo
  - Elephant Island
  - Malohu
  - Oyster Island
  - Sakao
  - Tangoa
  - Bokissa
- Malo
  - Asuleka
- Aoré
- Tutuba
- Mavéa
- Lathi

### Provincia di Shefa
- Epi
  - Lamen
  - Namuka
  - Tefala
- Isole Shepherd
  - Laika
  - Tongoa (Kuwaé)
  - Fatumiala
  - Tongariki
  - Buninga
  - Emae (Mai)
  - Makura (Emwae)
  - Mataso (Matah)
  - Monument (Étarik)
  - Ewose
  - Falea
  - Wot
- Éfaté
  - Nguna
  - Émao
  - Moso (Verao)
  - Lélépa
  - Erakor
  - Eratap (Castaway Island)
  - Mele (Hideaway Island)
  - Irifa
  - Iririki
  - Kakula
  - Pele

### Provincia di Tafea
- Tanna
- Aniwa
- Futuna
- Erromango
- Anatom
  - Inyeug
- Isole Matthew e Hunter (contese dalla Nuova Caledonia)

### Provincia di Torba
- Isole Torres
  - Hiw
  - Metoma
  - Tegua
  - Ngwel
  - Linua
  - Loh
  - Toga
- Isole Banks
  - Vétaounde
  - Uréparapara
  - Rowa
  - Enwut
  - Lemeur
  - Vanua Lava
  - Kwakea
  - Leneu
  - Nawila
  - Ravenga
  - Gaua (Isola di Santa Maria)
  - Mota
  - Mota Lava
  - Ra
  - Mérig
  - Méré Lava